# Paul Taylor (Komiker)

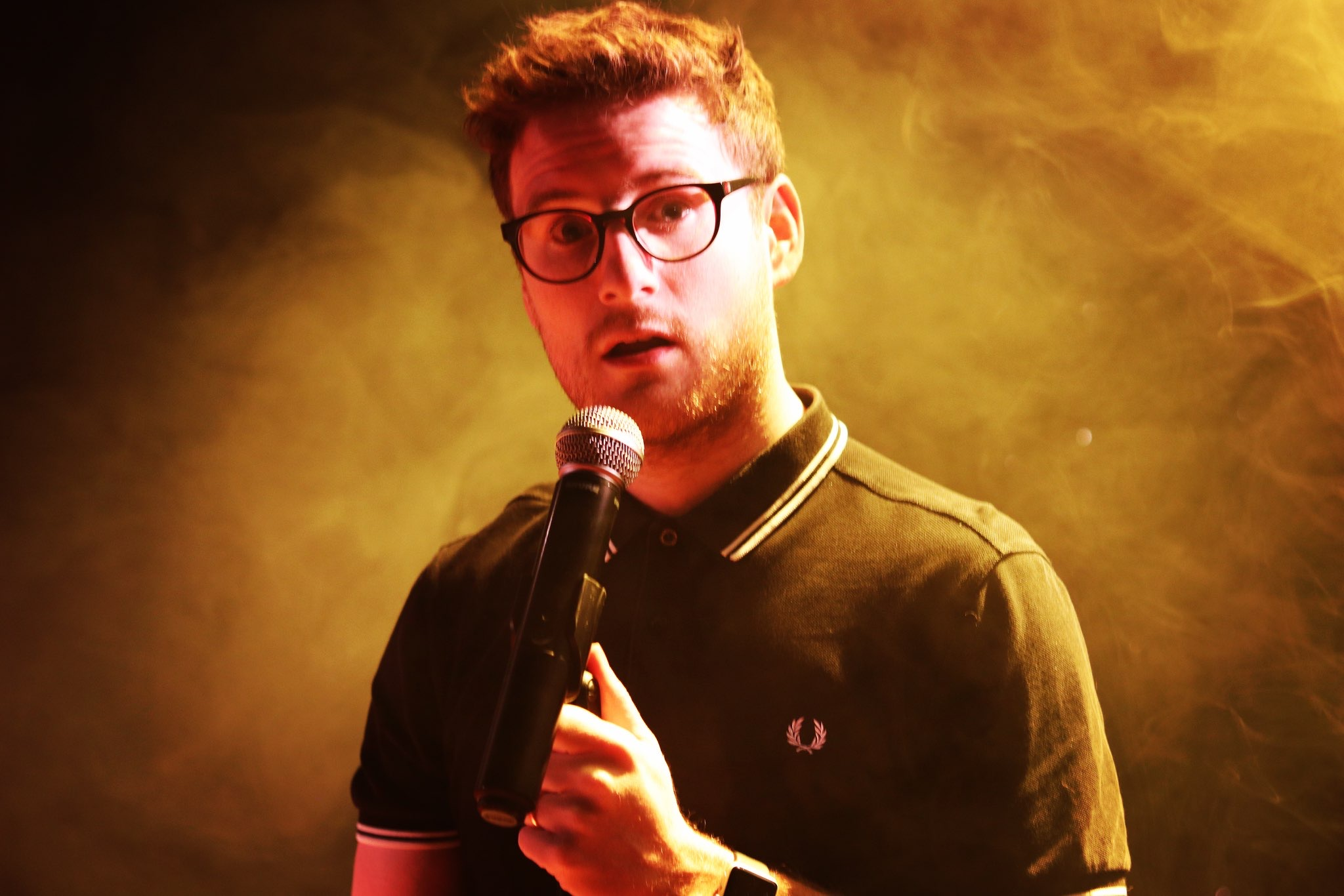
Paul Taylor (2019)

Paul Taylor (* 11. Oktober 1986 in Chelmsford) ist ein britischer Stand-Up-Comedian und Schauspieler. Er ist bekannt für seine bilingualen Comedy-Shows in „Franglais“, einer Mischung aus Französisch und Englisch.

## Leben
Paul Taylor wurde in Chelmsford, England, geboren. Seine Mutter ist Irin, sein Vater Engländer. Als er zwei Jahre alt war, zogen seine Eltern mit ihm in die Schweiz, und im Alter von vier Jahren nach Frankreich, wo er bis zu seinem neunten Lebensjahr lebte, weshalb er akzentfrei französisch spricht. Nach der Scheidung seiner Eltern kehrte Taylor nach England zurück.
Er studierte in London Französisch und Spanisch. Während seines Studiums hatte er erste Comedy-Auftritte. Zudem trat er unter anderem als Statist in Oxford Murders auf. Nach dem Studium arbeitete er zunächst bei Apple in England und ab 2009 in Frankreich, um andere Ausbilder auszubilden.
Paul Taylor hat einen Halbbruder, Kyle Taylor (* 1999), der als Fußballspieler bei Exeter City in der English Football League spielt. Im Juni 2017 heiratete Paul Taylor seine Partnerin Adeline. Zwei Jahre später, im Juni 2019, wurde ihre Tochter Louise geboren.

## Karriere
Paul Taylor begann 2013 mit seiner Comedy-Karriere. Gemeinsam mit seinem amerikanischen Kollegen Robert Hoehn entwickelte er das Konzept für What The Fuck France, eine Serie, in der sie sich in kurzen Episoden humorvoll mit französischen Eigenheiten auseinandersetzen. Ursprünglich war die erste Episode, La bise, die sich über die französische Begrüßungskultur mit Küssen (den „bises“) lustig macht, nur als Werbung für Taylors Bühnenauftritte gedacht. Das Video ging viral und hat mittlerweile mehr als 3 Millionen Aufrufe. Daraufhin wurde das Format von Canal+ übernommen.
Die ersten drei Bühnenprogramme von Paul Taylor zeichneten sich dadurch aus, dass sie auf „Franglais“ präsentiert wurden, also zu ähnlichen Teilen auf Französisch und Englisch. Sein erstes Comedy-Programm #Franglais führte er über drei Jahre in Frankreich und Kanada auf. 2019 folgte sein zweites Bühnenprogramm So British (ou presque). Am 5. Oktober 2023 präsentierte Paul Taylor sein letztes „Franglais“-Programm Bisoubye X auf einer weltweiten Tournee, das von Montreal über Monaco bis nach Manchester führte. Paul Taylor gab bekannt, dass sein nächstes Programm ausschließlich auf Englisch sein soll, um ein größeres, internationales Publikum zu erreichen.

## Werke

### Bühnenprogramm
- 2013: #Franglais
- 2019: So British ou Presque
- 2023: Bisoubye x

### Film- und Serienauftritte
- 2016–2017: What's Up France? (Fernsehserie, 3 Folgen)
- 2017: Mi-temps (Kurzfilm)
- 2017: Parlons peu... Parlons Cul (Fernsehserie, 2 Folgen)
- 2020: Aline – The Voice of Love
- 2021: Replay (Fernsehserie, 2 Folgen)
- 2021: Yes vous aime (Fernsehserie, 1 Folge)
- 2023: Veuillez nous excuser pour la gêne occasionnée

#### Drehbuch
- 2016–2017: What the Fuck France? (Miniserie, 10 Folgen)
- 2018–2019: Stereotrip (Fernsehserie, 6 Folgen)
- 2023: No Bull**** English (Fernsehserie, 7 Folgen)